# Die Verdammten (1934)
Die Verdammten (Originaltitel: Les Misérables) ist eine 1934 erschienene französische Verfilmung des Romans Die Elenden (französisch: Les Misérables) von Victor Hugo. Harry Baur in der Rolle als Valjean wird in „Movies over Matter“ als bester Schauspieler des Jahres 1934 bezeichnet. Die Verfilmung ist zweiteilig (1. Teil Ewige Fesseln, 2. Teil Heimatlos).
Der fast fünfstündige Schwarz-Weiß-Film wird als eine der besten Verfilmungen des Romans angesehen.

## Handlung
Jean Valjean ist ein ehemaliger Sträfling, der versucht, seine Rehabilitierung zu vollziehen, aber seine Versuche werden immer wieder durch Javerts Einmischung zunichtegemacht. Javert ist ein grausamer, skrupelloser Polizeiinspektor, der sein Leben der Jagd auf Valjean verschrieben hat, dessen einziges Verbrechen der Diebstahl eines Laibs Brot war, für den er 5 Jahre Gefängnis erhielt. Er verbüßt weitere 14 Jahre wegen Fluchtversuchen.

## Synchronisation
Die deutsche Synchronfassung entstand bei der Film-Union in Teningen. Willi Karras schrieb das Dialogbuch und führte Regie.
| Rolle                       | Darsteller    | Synchronsprecher  |
| --------------------------- | ------------- | ----------------- |
| Jean Valjean / Champmathieu | Harry Baur    | Walter Holten     |
| Inspector Javert            | Charles Vanel | Werner Schnicke   |
| Fantine                     | Florelle      | Franziska Liebing |

## Veröffentlichung
In Deutschland wurde der Film durch Viktoria am 24. Juni 1949 in die Kinos gebracht.
The Criterion Collection hat in ihrer DVD-Reihe Eclipse eine restaurierte Fassung von Die Verdammten veröffentlicht. Die drei Teile erschienen zusammen mit Bernards Die hölzernen Kreuze in der Eclipse Series 4: Raymond Bernard Collection (2007). Diese Version des Films hat eine Gesamtlänge von 281 Minuten.
2013 hat Pathé den Film mit einer Gesamtlänge von 289 Minuten neu restauriert und auf Blu-ray und DVD veröffentlicht.

## Kritik
„Ein in eindrucksvollen Kulissen angesiedeltes Melodram, das besonderen Wert auf die sozialkritischen Aspekte der Vorlage legt.“